# Komprimovani prirodni gas
Komprimovani prirodni gas ili komprimovani zemni gas (nekada i 'sabijeni'), je jedan od oblika u koji se, radi lakšeg transporta i čuvanja, pretvara zemni gas. Koriste se oznake KPG ili CNG (od engl. compressed natural gas), a najpoznatiji je pod imenom metan. Zemni gas se veoma teško pretvara i čuva u obliku tečnosti, te je njegovo sabijanje, kompromis između zahteva da mu se smanji specifična zapremina (da ista količina zauzme manje prostora) i tehničke i finansijske zahtevnosti njegovog utečnjavanja i čuvanja u tečnom stanju.
Zbog niza tehničkih prednosti prirodni gas se na automobilima daleko najčešće koristi u komprimovanom stanju, a sasvim retko kao tečnom.

## Primena
Oblast upotrebe KPG se uglavnom poklapa sa tečnim naftnim gasom: koristi se kao alternativno gorivo za pokretanje automobila. Ovim gorivom može da se direktno napaja motor sa unutrašnjim sagorevanjem, a može se koristiti i za generisanje vodonika i napajanje gorivih ćelija (kod električnih automobila), koje generišu električnu energiju za pogon elektromotora. Da bi se koristilo na postojećim motorima sa unutrašnjim sagorevanjem, vozilo mora biti na odgovarajući način rekonstruisano, odnosno prilagođeno, tj. mora da mu se ugradi (KPG) sistem. Načelno se ove prepravke mogu lako izvršiti, a dobijene performanse su potpuno uporedive sa 'klasičnim' vozilima. 
Primenom KPG sistema na vozilima, smanjuje emisiju izduvnih gasova, tako da se i bez njihovog dodatnog prečišćavanja dostiže norma EURO 5. Zbog cene goriva, eksploatacija ovakvih vozila je jeftinija (u odnosu ona na dizel gorivo), mada je cena samog vozila (sa gasnim sistemom) nešto viša od cene vozila na benzin ili dizel gorivo. Tvrdi se i da korišćenje prirodnog gasa traži manje održavanje motora, uz ostvarivanje dužeg veka. 

## KPG vs TNG
Prednosti i mane upotrebe KPG iste su kao i za TNG, ali je za sada manje rasprostranjen, zbog poteškoća u njegovoj primeni koje su nešto veće nego za TNG.
Za razliku od TNG-a, uglavnom se upotrebljava na vozilima većih masa (npr. gradskim autobusima), a ređe na putničkim i dostavnim vozilima. Razlog je veća masa boca za njegovo čuvanje, ali i to, što za razliku od TNG-a, može da se primeni i na dizel motorima (KPG sistemi). 
Mana upotrebe KPG sistema je retka prodajna mreža (Kompresorske KPG stanice) .

## KPG sistemi i konverzija
Postojeći benzinski motori mogu da rade na prirodni gas bez ikakvih rekonstrukcija, samo ugradnjom mešača gasa u usisnu granu motora. Motor se pretvara u “dvogorivi motor” - pomoću preklopnika na komandnoj tabli može se birati da li će motor raditi ili na benzin ili na prirodni gas (isto kao kod i konverzije vozila na TNG). 
Kod dizel motora, situacija je nešto složenija. Kod njih adaptacija motora može biti takva da se motor delimično napaja dizel gorivom, a delimično prirodnim gasom (“dvogorivi motori”) - u određenoj srazmeri. Bolje je, međutim, da se dizel motor rekonstruiše tako da radi samo na prirodni gas (“namenski” ili “dedicated” gasni motor). 
Za korišćenje prirodnog gasa potrebne su i izmene na vozilu - pre svega u smislu ugradnje rezervoara gasa i vodova. Rezervoari sabijenog prirodnog gasa su relativno velike zapremine i mase, što načelno pogoršava dinamičke, pa i neke druge performanse vozila. (Korišćenje tečnog prirodnog gasa je znatno inferiornije, baš zbog još veće mase).

## Rasprostranjenost KPG sistema
Primena prirodnog gasa za pogon automobila doživljava poslednjih godina pravu ekspanziju. Procene su da je broj vozila u svetu, koje (delimično ili isključivo) pokreće prirodni gas reda veličine nekoliko miliona. Najčešće se počinje od gradskih autobusa, ali sve je više i putničkih, posebno taksi vozila, kao i vozila za komunalne službe i unutrašnji transport. 

## Podsticajne mere za upotrebu KPG
Evropska komisija je 1998. godine pokrenula razvojni projekat NGVeurope, sa ciljem razvoja vozila na prirodni gas i kompresorskih stanica, promocije i ispitivanja ovih vozila, posebno u pogledu emisije izduvnih gasova. Ovaj projekat (vredan 2,6 miliona EUR) se realizuje u 15 gradova u 7 zemalja Evrope (Geteborg i Eslev u Švedskoj, Harlem u Holandiji, Koblenc i Augsburg u Nemačkoj, Mehelen i Gent u Belgiji, Kolmar i Poater u Francuskoj, Rim u Italiji, Dablin u Irskoj), a usmeren je na gradske autobuse, dostavna, taksi i komunalna vozila koja se koriste u ekološki ugroženim sredinama. Dosada je u okviru ovog projekta razvijeno i u eksploataciju uključeno više stotina vozila.

## Punionice CNG
Paralelno sa razvojem vozila na prirodni gas razvija se i infrastruktura. Grade se gasovodi (koji svakako snabdevaju i druge potrošače), širi se mreža kompresorskih stanica za punjenje vozila prirodnim gasom.
Procena je da danas ovih stanica ima više desetina hiljada. (Npr. u Nemačkoj, postoji oko hiljadu stanica za punjenje vozila prirodnim gasom, koje dobro pokrivaju njihovu mrežu glavnih saobraćajnica i auto-puteva).
U Srbiji je sredinom 2013. godine, postojalo 8 javnih punionice KPG i 3 interne (sredinom 2008. postojale su samo 4 javne i 1 interna).

## Spoljašnje veze
- Mapa punionica KPG u Srbiji, Hrvatskoj i Bosni i Hercegovini
- Mapa KPG punionica u Severnoj Americi i Evropi (na engleskom)